# Định lý Steiner–Lehmus

Định lý Steiner–Lehmus, là một định lý trong lĩnh vực hình học phẳng, được phát hiện bởi C. L. Lehmus và chứng minh bởi Jakob Steiner. Nội dung định lý như sau:
Một tam giác với hai đường phân giác bằng nhau thì đó là tam giác cân.